# En dansk Trafikmaskines Tilblivelse
En dansk Trafikmaskines Tilblivelse er en dansk virksomhedsfilm fra 1935.

## Handling
Orlogsværftet har bygget en stor trafikflyvemaskine af Fokkers type F.XII til Det Danske Luftfartsselskab. Arbejdsprocessen vises: stellet svejses og svejsestederne røntgenfotograferes. Bæreplanet er 23,5 meter langt og bygget af træ. Kroppen og rørene består af sammensvejsede stålrør. Motoren sættes på, og passagerkabinen bygges. En morgen transporteres maskinen til Kastrup. Fuldt lastet vejer den 7750 kg og drives af tre Bristol-motorer med tilsammen 1350 hk. Der er plads til 16 passagerer. Maskinen bliver sat ind på ruten: Malmø - København - Berlin.